# The Right to Rock
The Right to Rock ist das 1985 erschienene zweite Studioalbum der US-amerikanischen Metal-Band Keel.

## Hintergrund
1984 hatte die Gruppe um Sänger Ron Keel ihr Debütalbum veröffentlicht, dem jedoch weder in den USA noch außerhalb kaum Beachtung geschenkt worden war. Einer der wenigen, denen das Album aufgefallen war, war Kiss-Bassist Gene Simmons, der sich anbot, das zweite Album der Gruppe zu produzieren.
Die Aufnahmen zu The Right to Rock fanden im Record Plant Studio in Los Angeles und im Media Sound Studio in New York statt; als Gastmusiker wirkte Stephen Riley mit der zusätzliche Schlagzeugtracks und Gesang beisteuerte. Simmons steuerte insgesamt drei Titel zum Album bei; an der Entstehung dieser Lieder war keines der Mitglieder der Gruppe beteiligt. Neben den acht durch eigenes Songwriting entstanden Titeln nahm die Band auch eine Coverversion des Rolling-Stones-Songs Let’s Spend the Night Together auf.

## Rezeption
Das Album wurde am 25. Mai 1985 veröffentlicht und erreichte Platz 99 der Billboard 200.
Eduardo Rivadavia, Rezensent bei allmusic, schrieb über The Right to Rock, besonders der Titelsong sei „hymnisch und gleichzeitig kolossal dumm“, gleichwohl der aufkeimenden Pop-Metal-Welle in den USA „auf den Leib geschneidert“ gewesen. Weitere Titel seien „kompetent dargeboten“, und obwohl das Nachfolgealbum (The Final Frontier) „kommerziell erfolgreicher gewesen“ sei, dürfte The Right to Rock „wahrscheinlich als das definitive Statement der Gruppe“ Bestand haben. Die aus dem Album veröffentlichten Singles The Right to Rock und Easier Said Than Done konnten keine Charterfolge verzeichnen.

## Titelliste
1. The Right to Rock (Chaisson, Keel, Ferrari) 3:32
2. Back to the City (Chaisson, Keel) 3:44
3. Let’s Spend the Night Together (Jagger, Richards) 3:40
4. Easier Said Than Done (Simmons, Weissman) 3:22
5. So Many Girls, So Little Time (Simmons, Rice) 3:14
6. Electric Love (Chaisson, Keel) 4:02
7. Speed Demon (Keel) 3:38
8. Get Down (Simmons, Rice) 5:00
9. You’re the Victim (I’m the Crime) (Keel, Chaisson, Marks) 1:56

Wiederveröffentlichung 2009
1. Easier Said Than Done (Remix) (Simmons, Weissman) 3:21